# Hali Long
Pour les articles homonymes, voir Long.
Hali Long, née le 21 janvier 1995 à Cap Girardeau aux États-Unis, est une footballeuse internationale philippine. Elle joue au poste de défenseure centrale au Kaya FC.

## Biographie
Long naît le 21 janvier 1995 à Cap Girardeau, dans le Missouri, aux États-Unis, de Lilie Candido, une philippine et David Long, un américain. Elle étudie à la Francis Howell North High School de Saint Charles, où elle fait ses quatre années d'études secondaires, et à l'université de l'Arkansas à Little Rock. 
Long joue pour l'équipe des moins de 18 ans de Lou Fusz-Wipke, aidant le club à remporter trois championnats d'État. Elle joue pour l'équipe féminine de football des Little Rock Trojans de 2013 à 2016. Elle délivre sa première passe décisive en 2014 contre Southern et inscrit son premier but en 2016 contre Memphis. En 2015, elle joue le plus grand nombre de minutes parmi les joueuses des Little Rock Trojans. Elle est également titulaire pour toutes les rencontres. Long est l'une des trois seules joueuses de l'équipe de cette année-là à l'avoir fait.

### En club
Après ses études universitaires, elle rejoint le Kaya FC dans son pays natal.

### En sélection
En juin 2016, Long rejoint un camp d'entraînement de l'équipe des Philippines. Elle est ensuite sélectionnée pour faire partie de l'équipe philippine qui participe au Championnat féminin de l'AFF 2016 en Birmanie. C'est la première fois qu'une joueuse des Trojans participe à des rencontres en équipe nationale. Elle participe aussi aux éliminatoires de la Coupe d'Asie 2018 en avril 2017, inscrivant un triplé lors du match contre le Tadjikistan. L'équipe réussit à se qualifier pour la phase finale qui se déroule en Jordanie.
Elle fait partie de la sélection philippine pour les Jeux d'Asie du Sud-Est de 2017 ainsi que pour les Coupe d'Asie 2018 et 2022.
Lors de la Coupe du monde 2023, elle est titulaire en défense centrale.

## Palmarès
Équipe des Philippines
- Jeux d'Asie du Sud-Est (1) :
  - Troisième : 2021.
- Championnat d'Asie du Sud-Est (1) :
  - Vainqueure : 2022.